# 626 г. пр.н.е.

## Събития

### В Азия

#### В Асирия
- В зависимост от хронологията цар на Асирия е Ашур-етил-илани (631 – 627 или 627 – 623 г. пр.н.е) или Синшаришкун (627 – 612 или 623 – 612 г. пр.н.е.).
- Асирийска войска атакува Вавилон в опит да възстанови контрола над град и земите около него, но атаката е отблъсната.[1]

#### Във Вавилония
- Набополaсар официално се възкачва на трона във Вавилон, с което поставя началото на нова епоха в историята на Вавилония.[1]
- Новият цар продължава борбата с асирийците, които оспорват контрола над страната може би чак до 616 г. пр.н.е., докато важният град Нипур остава в техни ръце, но въпреки това той става основател на нова династия, която за относително краткото си царуване от по-малко от век разпростира властта си от Иран до Египет.[2]

### В Африка

#### В Египет
- Псаметих (664 – 610 г. пр.н.е.) е фараон на Египет.[3][4]